# آفتاب سرخ
آفتاب سرخ (به انگلیسی: Red Sun) فیلمی وسترن محصول ۱۹۷۱ مشترک کشورهای فرانسه، ایتالیا و اسپانیا به کارگردانی ترنس یانگ و با بازی چارلز برانسون، آلن دلون، اورزولا اندرس، توشیرو میفونه و گوئیدو لولاوبریجیدا است.

## داستان فیلم
داستان فیلم دربارهٔ سفیر کبیر ژاپن است که برای اولین بار وارد امریکا می‌شود. وی در قطار به علت برخورد با راهزنان، شمشیر طلایی رئیس جمهور آمریکا را از دست می‌دهد.
آریزونا، سال ۱۸۷۰. «لینگ» (برانسن) و «گوش» (دلون) به قطاری دستبرد می‌زنند، ولی «گوش» خیانت می‌کند و با پول‌ها می‌گریزد؛ و «لینک» در چنگال «ساکاگوچی»، سفیر ژاپن که به واشینگتن می‌رود، اسیر می‌شود. «گوش» شمشیر زرکوبی را که هدیه امپراتور ژاپن به رئیس‌جمهور آمریکا بوده، دزدیده و به‌همین دلیل «ساکاگوچی» یک سامورایی به‌نام «کورودا» (میفونه) را مأمور می‌کند که یا در عرض یک هفته با شمشیر بازگردد یا هاراکیری کند. «لینک» به‌عنوان راهنما با «کورودا» همراه می‌شود، ولی چون نمی‌خواهد «گوش» بلافاصله - و پیش از گفتن جای اموال دزدی - به‌دست «کورودا» کشته شود، پس از ماجراهای زیاد بالاخره از «کورودا» قول می‌گیرد که تا خودش نگفته، «گوش» را نکشد، «لینک» از دوست «گوش»، «کریستینا» (آندرس) به‌عنوان گروگان برای پس گرفتن شمشیر استفاده می‌کند. اما در اینجا همگی مورد هجوم کومانچی‌ها می‌گیرند و پس از مبارزه با آنان، «گوش» از یک لحظه مکث «کورود» استفاده می‌کند و او را می‌کشد. «لینک» که دیگر به پول‌ها اهمیتی نمی‌دهد، «گوش» را می‌کشد و برای حفظ شرف و اعتبار «کورودا»، خودش شمشیر را به موقع برمی‌گرداند.
- قابلیت‌های داستان عالی فیلم (برمبنای ماجرایی واقعی) در اجرا به هرز رفته‌اند، مثلاً جدال با کومانچی‌ها در میان علف‌های بلندی که طرفین درگیری را می‌پوشاند، صرفاً معرکه‌ای از سرو صدا و نماهای درشت بی‌ربط است که در مقابل مهارت دیدنی کانتو شیندو در فیلم اونیبابا (۱۹۶۴) در اجرای صحنه‌ای مشابه بی‌رنگ‌وبو می‌شود. فیلم حتی نمی‌تواند غرابتی را که علت وجودی‌اش است، برجسته سازد. میفونه با سازوبرگ کامل سامورایی این‌ور و آن‌ور می‌رود و آه از نهاد همه برمی‌آورد، ولی دوربین قادر نیست به ناهمگونی این شمایل شرقی در چشم‌انداز غربی جلوه‌ای در خور بدهد. رابطه میان برانسن و میفونه - که شخصیت‌های کم حرف‌شان خوب با هم جور در می‌آیند. - تماشایی است. اما دلون کاملاً بی‌روح به‌نظر می‌رسد و آندرس تحت‌الشعاع حضور کوتاه کاپوسین قرار می‌گیرد.حضور توشیرو میفونه و بازی همیشه عالی در نقش سامورایی رنگ و بوی قشنگی به فیلم داده.....